# Gádor (Spanyolország)
Gádor község Spanyolországban, Almería tartományban. Lakosainak száma 3067 fő (2024).

## Földrajza
Gádor Almería, Enix, Santa Fe de Mondújar, Gérgal, Tabernas, Rioja, Benahadux és Huércal de Almería községekkel határos.

## Népesség
A település lakosságának változását az alábbi diagram mutatja:
| Lakosok száma | 2649 | 2874 | 2959 | 3244 | 3275 | 3096 | 3030 | 3012 | 3008 | 3067 |
|               | 2001 | 2004 | 2006 | 2009 | 2011 | 2014 | 2016 | 2019 | 2021 | 2024 |